# Régie départementale des transports des Bouches-du-Rhône
La régie départementale des transports des Bouches-du-Rhône ou RDT13 est un établissement public qui exploite des lignes d'autobus et de train dans les Bouches-du-Rhône.
Créée en 1913 par le conseil général des Bouches-du-Rhône pour assurer la gestion des chemins de fer locaux dans le département, l'activité de la RDT13 est aujourd'hui majoritairement consacrée aux transport de voyageurs par autobus, notamment par l'exploitation des lignes du réseau Cartreize et de différentes lignes de transport scolaire. La dernière ligne de chemin de fer exploité par la RDT13 relie Pas-des-Lanciers à La Mède et est réservée au transport de marchandises.
En 2017, à la suite du transfert des compétences en matière de transports du conseil départemental vers d'autres collectivités, la RDT13 passe sous la tutelle de la métropole d'Aix-Marseille-Provence et son nom devrait être modifié en conséquence.
Le 1er janvier 2024, la RDT13 fusionne avec la RTM.

## Histoire
En 1913, le conseil général des Bouches-du-Rhône crée la Régie départementale des chemins de fer des Bouches-du-Rhône afin d'assurer l'exploitation des chemins de fer locaux dont le département récupère alors la gestion. Elle reprend les actifs de la Compagnie des chemins de fer départementaux des Bouches-du-Rhône créée en 1906 et que le conseil général vient alors de racheter. Le réseau comporte alors six lignes totalisant 177 kilomètres:
- Arles - Fontvieille - Eyguières - Salon-de-Provence (47 km),
- Eyguières - Lamanon - Meyrargues (48 km),
- Tarascon - Saint-Rémy-de-Provence - Plan d'Orgon (30 km),
- Pas-des-Lanciers - Martigues (19 km),
- Barbentane - Châteaurenard - Plan-d'Orgon - Orgon (28 km),
- La Ciotat-gare - La Ciotat-ville (5 km).

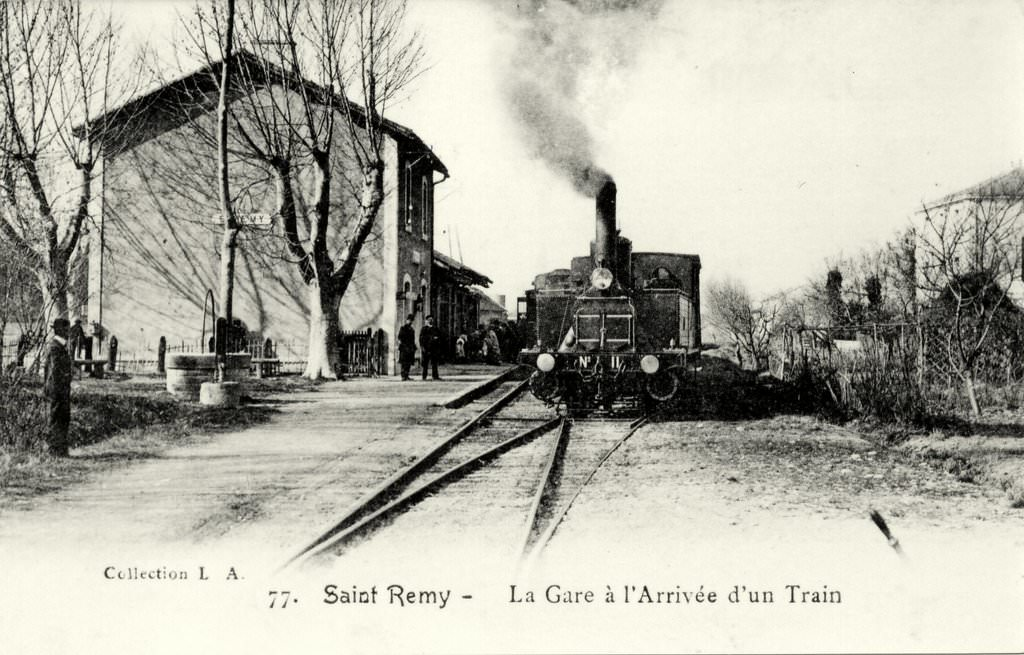
Locomotive n°11 construite par Batignolles

En 1921, la Compagnie des tramways électriques des Bouches-du-Rhône qui exploite la ligne de tramway entre Aix-en-Provence et Marseille est rachetée par le département et intégrée à la régie qui devient alors Régie départementale des chemins de fer et tramways électriques des Bouches-du-Rhône.
Dans les années 1930, le réseau évolue. Le trafic de voyageurs sur les lignes Pas des Lanciers - Martigues, Arles - Salon-de-Provence, Eyguières - Meyrargues, Saint-Rémy-de-Provence - Orgon et Barbentane - Orgon cesse entre 1932 et 1937 pour être remplacé par des services d'autocars. À l'inverse, la ligne La Ciotat-Gare - La Ciotat-Ville et vers les chantiers navals est électrifiée en 1935. En 1936, la « ligne des pétroles » est ouverte entre La Mède et Pas-des-Lanciers.
Pendant la Seconde Guerre mondiale, le carburant étant en grande partie réservé aux troupes allemandes, des lignes de voyageurs rouvrent mais elles sont de nouveau fermées dans les années 1950. En 1948, les tramways entre Aix et Marseille sont remplacés par des trolleybus et, par la suite, le transport de voyageurs est de plus en plus assuré par la route. Les lignes ferroviaires de Tarascon à Orgon, de Barbentane à Orgon et Lamanon-Meyrargues ferment en 1950, ainsi que le tramway de La Ciotat en 1955.
En 1965, les trolleybus Aix-Marseille sont remplacés par des autobus et la régie adopte son nom actuel de Régie départementale des transports des Bouches-du-Rhône. À partir de 1972, les autobus Aix-Marseille empruntent pour tout leur trajet l'autoroute A55.
En 2000, le transport routier de marchandise cesse.
En 2003, la RDT ouvre son site internet et installe une billetterie électronique à bord des véhicules. Un dépôt d'autobus, en plus de celui d'Aix-en-Provence, est ouvert en 2008 à La Mède-Châteauneuf, suivi d'un troisième à Gémenos en 2013. À partir de 2011, la RDT assure la maintenance des voies ferrées du Grand port maritime de Marseille
En 2017, la métropole d'Aix-Marseille-Provence reçoit la gestion des lignes de transport situées sur son territoire et le conseil départemental décide en conséquence de transférer la tutelle de la RDT13 à la métropole.
En 2022 la cour des comptes publie un rapport d'observations 
sur la période de 2016-2021. Elle déplore une absence de stratégie et de contrôle, des irrégularités systémiques dans la commande publique, des conduites de projets chaotiques, des coûts élevés, un sur-financement de la métropole et des comptes qui ne sont pas fiables et entachés d’irrégularités.
En 2023, le jeudi 13 avril la RDT13 a reçu la visite d'enquêteurs mandatés par le parquet d'Aix pour une perquisition à la suite d'une enquête préliminaire,.

## Activités

### Transports de voyageurs
La principale activité de la RDT13 est le transport de voyageurs. Elle est notamment chargée par le conseil départemental des Bouches-du-Rhône d'exploiter 17 lignes du réseau Cartreize mais également des lignes de transport scolaires à caractère non urbain. En 2015, la RDT13 a transporté 7,1 millions de voyageurs sur les lignes régulières.
La RDT13 exploite en outre plusieurs lignes régulières pour le Pays d'Aix et Marseille-Provence.

### Transport de marchandises
La RDT13 dispose d'une activité de transport de marchandises par la route limitée à quelques services (transport d'échantillons pour le Laboratoire départemental d'analyses et transports divers pour le compte du conseil départemental) mais est aujourd’hui la seule régie départementale en France à conserver une activité ferroviaire en exploitant la ligne Pas des Lanciers-Bel Air-La Mède. Elle dispose également d'activités de traction ferroviaire, de maintenance d'infrastructures et de maintenance de matériel roulant. Elle travaille ainsi pour :
- le Grand port maritime de Marseille en partenariat avec VFLI, INEXIA et ETF pour la maintenance des infrastructures ferroviaires des bassins ouest (Graveleau, Fos, Port-Saint-Louis-du-Rhône) ;
- le port fluvial d’Arles pour la traction ferroviaire dans l’enceinte du port[12].
- le site de transport combiné Clésud à Grans-Miramas[13] pour la traction ferroviaire interne et l’entretien de premier niveau des infrastructures ;
- le Grand port maritime de Marseille (GPMM) : en 2010 la RDT13 a remporté l’appel d’offre du GPMM en groupement avec VFLI, INEXIA et ETF ; elle intervient sur la maintenance des infrastructures ferroviaires des bassins ouest (Graveleau, Fos, Port-Saint-Louis-du-Rhône) ;
- le port fluvial d’Arles pour la traction ferroviaire dans l’enceinte du port[12] ;
- les chemins de fer de l'Hérault pour la ligne Colombiers - Cazouls-lès-Béziers.
- le transport des ordures ménagères de la ville de Marseille vers l'incinérateur de Fos-sur-mer situé au terminal minéralier du port de Fos (2 trains aller-retour par jour ainsi que les opérations au sol)

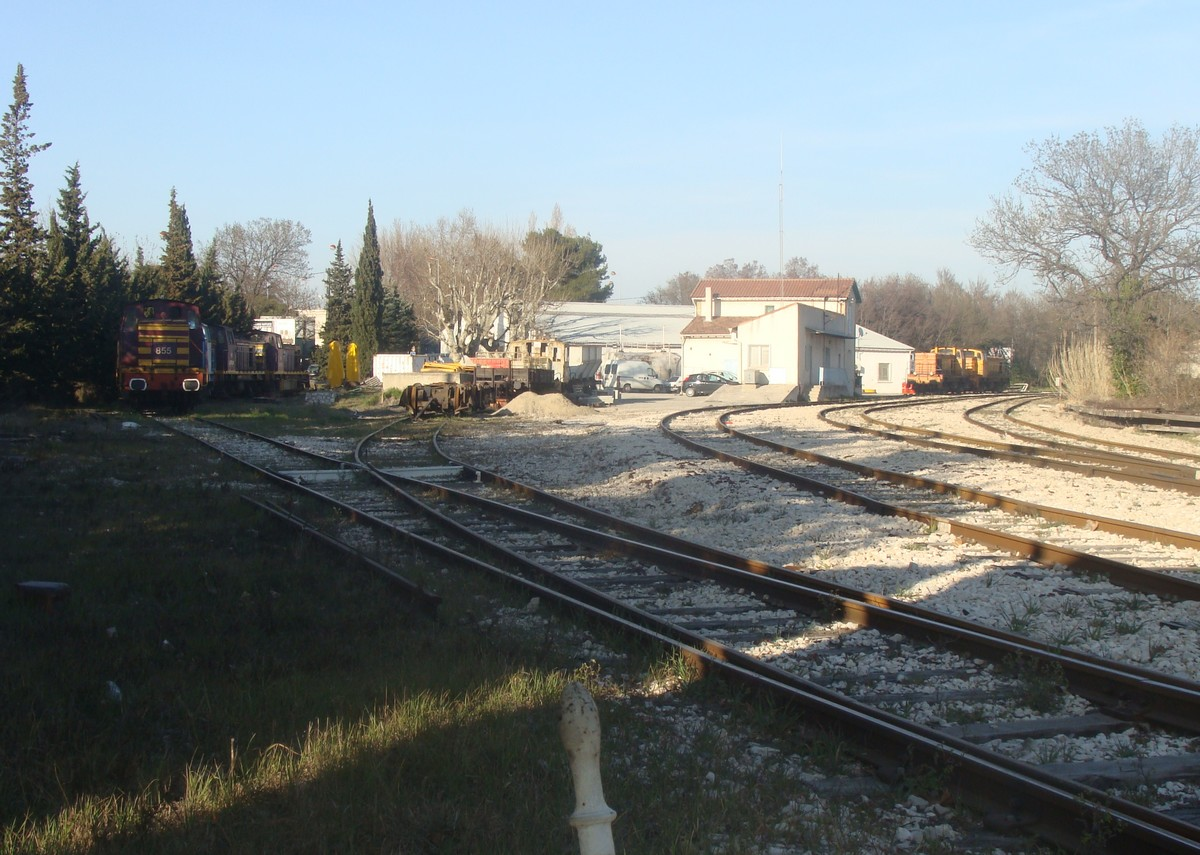
Le dépôt de la RDT13 à Marignane, vue d'ensemble
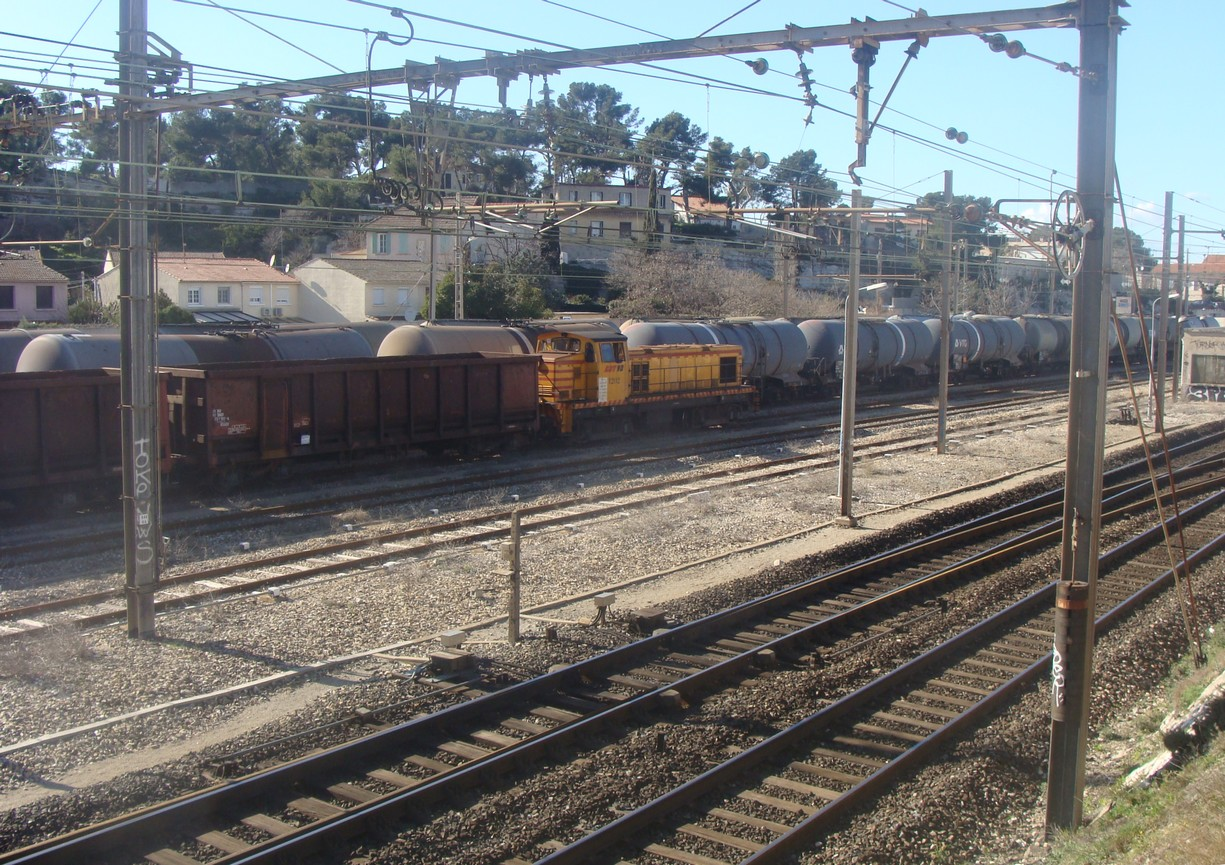
Rames de la RDT13 en gare de Pas-des-Lanciers ; au premier plan, la ligne Paris - Marseille
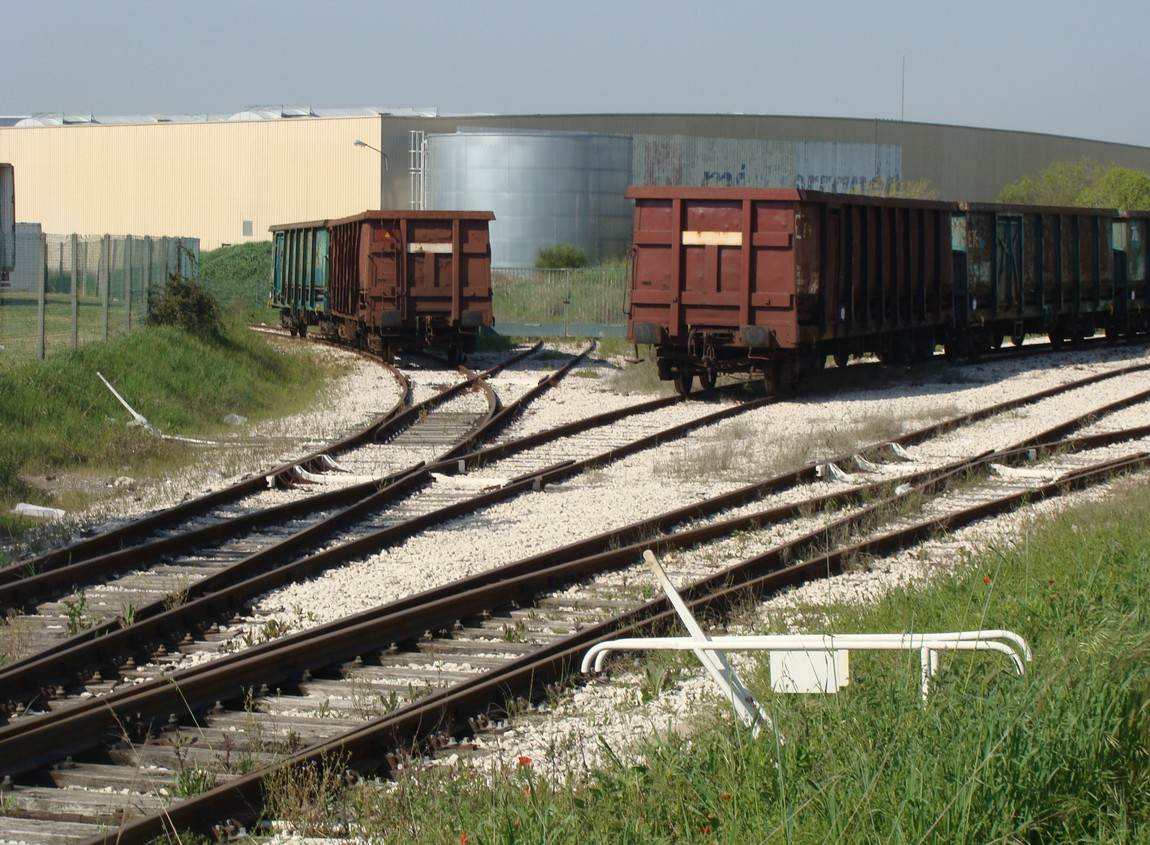
Un embranchement industriel desservi par la RDT13 à Marignane
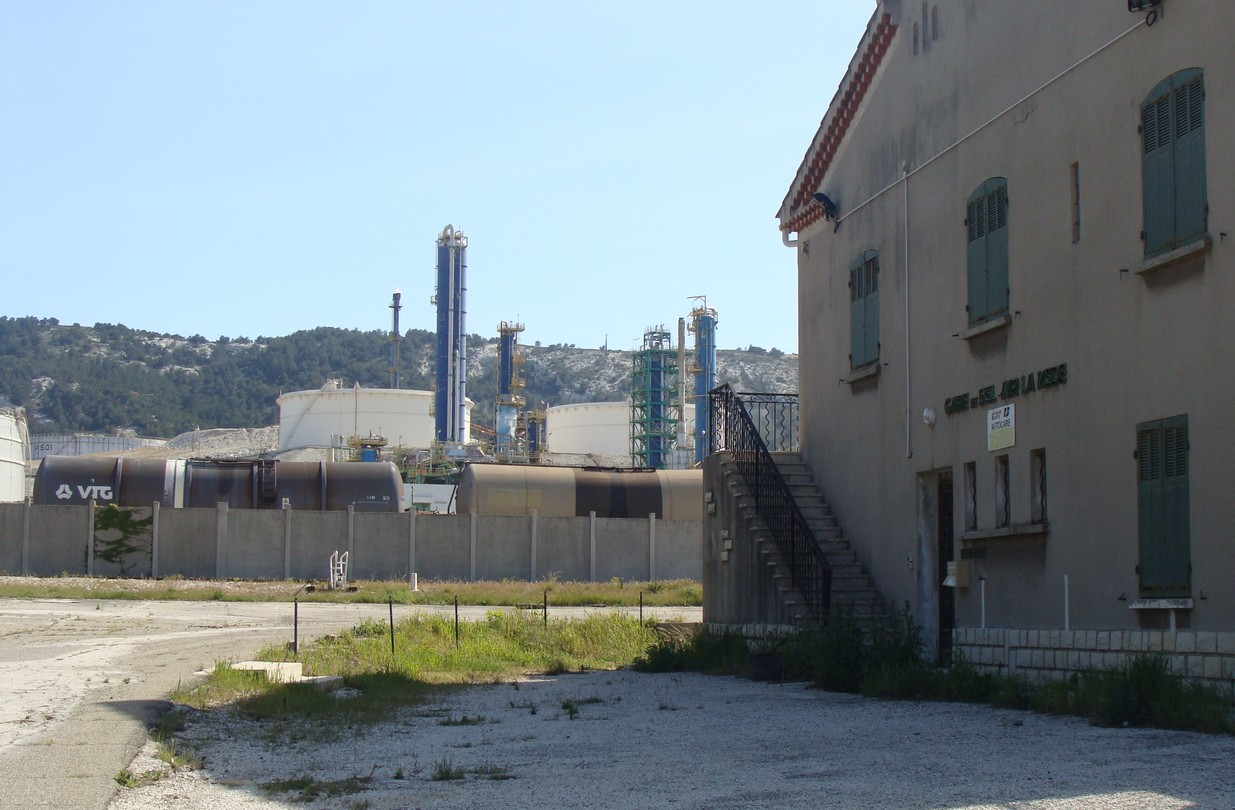
La gare de la Mède ; au second plan les installations pétrolières desservies par la RDT13
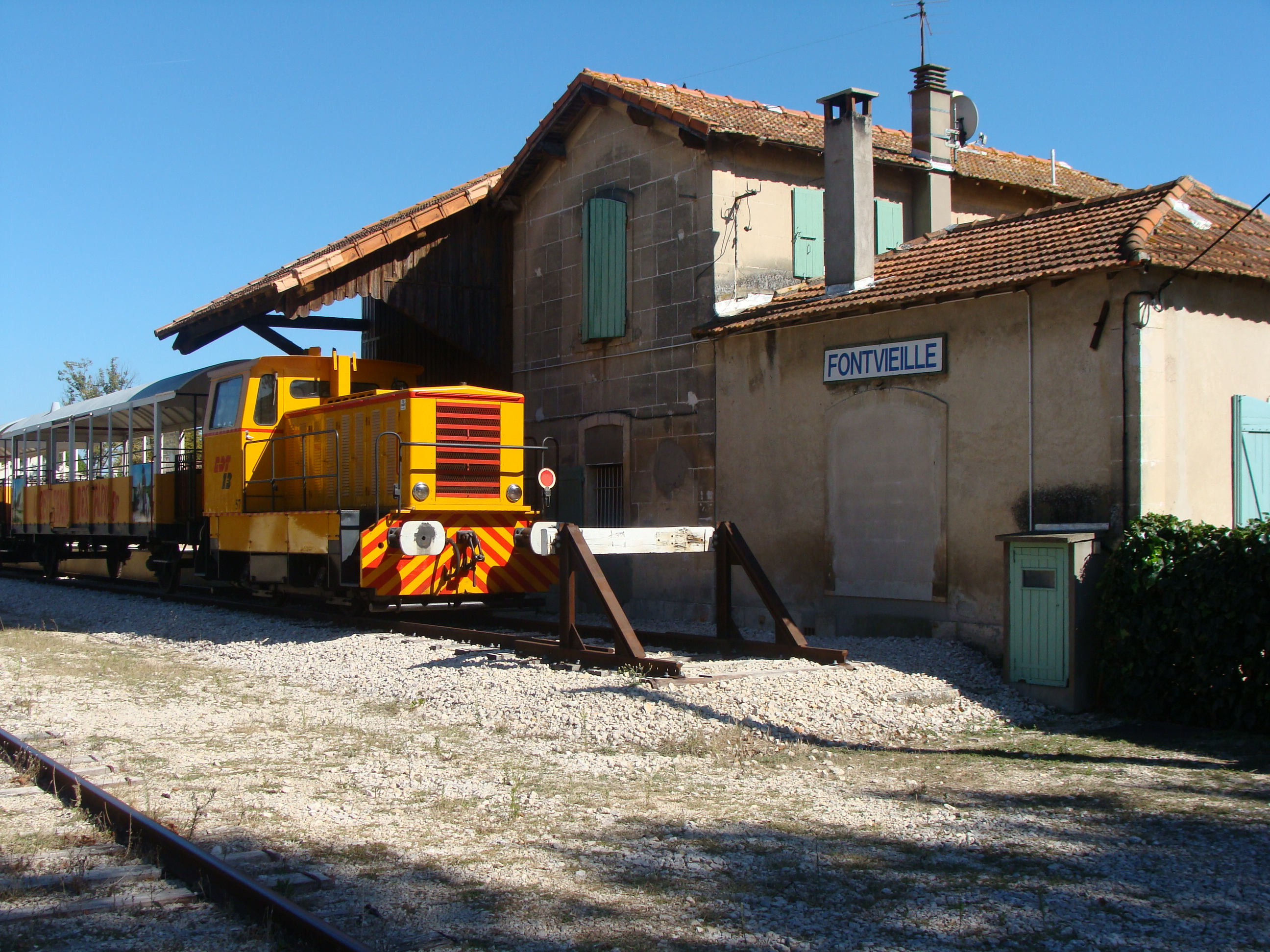
La gare de Fonvieille aujourd'hui avec le matériel de la RDT13

Le matériel de traction de la RDT13 est constitué de neuf locotracteurs de 200 et 300 ch, et treize locomotives diesel, dont cinq de 1 200 ch et une de 1 400 ch. Plus de la moitié des engins est agréée pour emprunter le réseau ferré national sur de courtes distances.
En outre, la  RDT13 propose des services contractuels aux entreprises, ou aux entreprises ferroviaires en matière de maintenance du matériel ou des infrastructures.